# 2023년 영화
다음은 2023년 영화에 대한 정보이다. 이 해에 개봉된 영화와 주요 박스오피스, 영화제 등을 기재한다.

## 박스오피스
2023년 내에 개봉된 영화를 대상으로 한 전 세계 박스오피스 순위는 다음과 같다.
| 순위 | 제목                                | 배급사        | 전 세계 수익   |
| ---- | ----------------------------------- | ------------- | -------------- |
| 1    | 바비                                | 워너 브라더스 | $1,441,820,453 |
| 2    | 슈퍼 마리오 브라더스                | 유니버설      | $1,361,367,353 |
| 3    | 오펜하이머                          | 유니버설      | $955,244,872   |
| 4    | 가디언즈 오브 갤럭시: Volume 3      | 디즈니        | $845,555,777   |
| 5    | 분노의 질주: 라이드 오어 다이       | 유니버설      | $714,414,576   |
| 6    | 스파이더맨: 어크로스 더 유니버스    | 소니          | $690,516,673   |
| 7    | 만강홍: 사라진 밀서                 | 차이나 필름   | $673,596,577   |
| 8    | 유랑지구2                           | 차이나 필름   | $604,460,538   |
| 9    | 인어공주                            | 디즈니        | $569,626,289   |
| 10   | 미션 임파서블: 데드 레코닝 PART ONE | 파라마운트    | $567,535,383   |

## 이벤트
영화상
- 1월 10일 : 제80회 골든 글로브상
- 1월 15일 : 제28회 크리틱스 초이스 어워드
- 2월 19일 : 제76회 영국 아카데미 영화상
- 2월 26일 : 제29회 미국 배우 조합상
- 2월 24일: 제48회 세자르상
- 3월 12일 : 제95회 아카데미상

영화제
- 1분기
  - 1월 19일 ~ 29일 : 2023 선댄스 영화제
  - 2월 16일 ~ 26일 : 제73회 베를린 국제 영화제
  - 3월 10일 ~ 19일 : 2023 SXSW 영화제

- 2분기
  - 4월 27일 ~ 5월 6일 : 제24회 전주국제영화제
  - 5월 16일 ~ 27일 : 제76회 칸 국제 영화제
  - 6월 7일 ~ 18일 : 제22회 트라이베카 영화제
  - 6월 29일 ~ 7월 9일 : 제27회 부천국제판타스틱영화제

- 3분기
  - 8월 30일 ~ 9월 9일 : 제78회 베네치아 국제 영화제
  - 8월 31일 ~ 9월 4일 : 제50회 텔류라이드 영화제
  - 9월 7일 ~ 17일 : 제48회 토론토 국제 영화제
  - 9월 29일 ~ 10월 15일 : 제61회 뉴욕 영화제

- 4분기
  - 10월 4일 ~ 13일 : 제28회 부산국제영화제
  - 10월 4일 ~ 15일 : 제67회 BFI 런던 영화제
  - 10월 23일 ~ 11월 1일 : 제36회 도쿄국제영화제
  - 10월 25일 ~ 29일 : 2023 AFI 페스트

## 2023년 개봉작

### 외국 영화
국내 영화가 아닌 수입 영화들의 목록이다. 개봉일은 역시 대한민국 기준이며, 대한민국 내에서 개봉한 영화들만을 다룬다. 국내 개봉과 상관없이 전세계에서 2023년에 개봉된 영화를 보고 싶다면 관련 분류를 참고.